# Bilanzfälschung
Bilanzfälschung (oder Bilanzbetrug, Bilanzfrisur, Bilanzmanipulation; englisch financial misstatement, accounting fraud) ist im Strafrecht ein zur Wirtschaftskriminalität gehörender Straftatbestand, der die bewusst unrichtige Wiedergabe oder Verschleierung von Jahresabschlüssen zum Inhalt hat.

## Allgemeines
Eine Bilanzfälschung umfasst vereinfacht die bewusst falsche Wiedergabe tatsächlicher, wirtschaftlich relevanter Unternehmensdaten. Dabei werden Bilanzierungs- und Bewertungsvorschriften missachtet. Zur Bilanzfälschung gehört nicht nur die Fälschung von Bilanzen, sondern auch von anderen Bestandteilen des Jahresabschlusses wie Gewinn- und Verlustrechnung, Anhang, Lagebericht, Risikobericht oder Zwischenberichterstattung. Um Bilanzfälschung handelt es sich, wenn Bilanzpositionen unterschlagen oder fiktive Positionen gebildet werden.
Das gezielte Abändern von Bilanzen mit dem Ziel der Fälschung wird umgangssprachlich auch als „Frisieren“ der Bilanz bezeichnet.

## Rechtsfragen
Nach § 331 Nr. 1 HGB als einer Norm des Nebenstrafrechts macht sich strafbar, wer als Geschäftsführer oder Vorstand oder des Aufsichtsrates einer Kapitalgesellschaft die Verhältnisse der Gesellschaft in der Eröffnungsbilanz, im Jahresabschluss oder im Lagebericht unrichtig wiedergibt oder verschleiert. Die Handlung muss vorsätzlich oder fahrlässig erfolgt sein. Für Handlungen dieser Art können Freiheitsstrafen bis zu drei Jahren oder Geldstrafen verhängt werden. Eine unrichtige Wiedergabe liegt dabei vor, wenn die Darstellung der Lage nicht mit der Wirklichkeit übereinstimmt. In Betracht kommen die Bilanzfälschung und die Bilanzverschleierung.
- Bei der Bilanzfälschung handelt es sich um eine willkürliche Erhöhung, Herabsetzung oder Weglassung einzelner Bilanzpositionen im Sinne von falschen Wertansätzen. Eine Strafbarkeit ist nur dann gegeben, wenn es sich um schlechterdings nicht mehr vertretbare Bewertungen handelt, die Unrichtigkeit zweifelsfrei besteht, also evident ist, und die Darstellung daher unvertretbar ist. Beispiele für Bilanzfälschungen sind:
  - Zweifelhafte Forderungen werden zum Nennwert aktiviert, anstatt mit ihrem wirklichen Wert angesetzt (Verstoß gegen das Vorsichtsprinzip).
  - Luftbuchungen erhöhen oder ermäßigen Bestandskonten wie den Lagerbestand oder die Verbindlichkeiten (Verstoß gegen die Bilanzwahrheit).
  - Vorfakturierung von Forderungen, die noch nicht entstanden sind (Verstoß gegen das Realisationsprinzip).
- Eine Bilanzverschleierung liegt vor, wenn Tatsachen so undeutlich oder unkenntlich wiedergegeben werden, dass sich der wirkliche Tatbestand nur schwer oder überhaupt nicht erkennen lässt. Beispiele hierfür sind:
  - Falschbezeichnungen: Hierunter wird unter anderem subsumiert, wenn Effekten als Debitoren bezeichnet werden oder Forderungen unter dem Posten Kassenbestand aufgeführt werden.
  - Saldierungen von Forderungen und Verbindlichkeiten, Ertrag und Aufwand (Verstoß gegen das Saldierungsverbot).
  - Missachtung der Gliederungsvorschriften (Verstoß gegen die Bilanzklarheit).

Bilanzfälschungen sind stets ein Verstoß gegen geltende Rechnungslegungsstandards.
Nach § 400 Abs. 1 AktG macht sich der Vorstand oder Aufsichtsrat einer Aktiengesellschaft oder Kommanditgesellschaft auf Aktien strafbar, wenn er die Verhältnisse der Gesellschaft einschließlich ihrer Beziehungen zu verbundenen Unternehmen im Vergütungsbericht nach § 162 Abs. 1 oder 2 AktG, in Darstellungen oder Übersichten über den Vermögensstand oder in Vorträgen oder Auskünften in der Hauptversammlung unrichtig wiedergibt oder verschleiert, oder in Aufklärungen oder Nachweisen, die nach den Vorschriften des AktG einem Wirtschaftsprüfer oder eines verbundenen Unternehmens zu geben sind, falsche Angaben macht oder die Verhältnisse der Gesellschaft unrichtig wiedergibt oder verschleiert, wenn die Tat nicht in § 331 Nr. 4 HGB mit Strafe bedroht ist.
Weitere rechtsformspezifische Straftatbestände enthalten § 82 GmbHG für die GmbH, § 147 GenG für die Genossenschaft sowie allgemein § 17 PublG für publizitätspflichtige Unternehmen.
Neben der Strafbarkeit der Bilanzfälschung nach dem HGB kann eine Bilanzfälschung auch als Bankrottstraftat nach dem Strafgesetzbuch geahndet werden (§§ 283 ff. StGB). Eine Bestrafung kommt danach aber nur in Betracht, soweit der Buchführungs- und Bilanzierungspflichtige seine Zahlungen eingestellt hat oder über sein Vermögen das Insolvenzverfahren eröffnet worden bzw. mangels Masse abgewiesen worden ist (§ 283 Abs. 6 StGB).
Präventiv wirkende Rechtsgebiete, die Bilanzfälschungen vorbeugen sollen, sind das Bilanzrecht (unter anderem die Grundsätze ordnungsmäßiger Buchführung), Gesellschaftsrecht (AktG), Handelsrecht (HGB) und insbesondere Rechnungslegungsstandards (IFRS, US GAAP). Detektiv und präventiv wirkt die Wirtschaftsprüfung.

## Arten
Zu unterscheiden ist bei zur Bilanzfälschung führenden Buchungen zwischen der Bilanz und der Gewinn- und Verlustrechnung:
| Bilanz und Gewinn- und Verlustrechnung | Position     | Beispiele |
| -------------------------------------- | ------------ | --- |
| Bilanz                                 | Aktiva       | Bestandskonten für Forderungen, Kassenbestand oder Lagerbestand werden überhöht ausgewiesen                      |
|                                        | Passiva      | Bestandskonten für Verbindlichkeiten oder Rückstellungen werden geringer ausgewiesen oder weggelassen            |
| Gewinn- und Verlustrechnung            | Umsatzerlöse | Fakturierung gefälschter Rechnungen erhöht die Umsatzerlöse                                                      |
|                                        | Aufwand      | In den Erfolgskonten werden Kosten oder Buchverluste ganz oder teilweise weggelassen                             |
|                                        | Ertrag       | In den Erfolgskonten werden Erträge oder Buchgewinne gezeigt, die es gar nicht oder nicht in diesem Umfang gibt. |

- In der Bilanz werden Vermögenswerte gezeigt, die es gar nicht oder nicht in diesem Umfang gibt oder Schulden verschwiegen, gesetzliche Verpflichtungen zur Bildung von Rückstellungen werden nicht beachtet.
  - Aktiva werden überhöht dargestellt oder weggelassen etwa bei Forderungen, Kassenbestand oder Vorräte. Vorfakturierung vom Lagerbestand und Übertragung in die Debitoren, um Gewinne zu zeigen, die noch nicht realisiert sind.
  - Passiva werden geringer dargestellt oder weggelassen: Rückstellungen, Verbindlichkeiten.
- Gewinn- und Verlustrechnung
  - Umsatzerlöse werden gezeigt, die es gar nicht oder nicht in diesem Umfang gibt. Gefälschte Rechnungen werden als Umsatzerlöse verbucht.
  - Erträge oder Buchgewinne werden gezeigt, die es gar nicht oder nicht in diesem Umfang gibt.
  - Kosten oder Buchverluste werden ganz oder teilweise weggelassen.

Die Prüfung der Buchungsbelege ist zunächst Aufgabe der internen Revision und danach des Wirtschaftsprüfers/Steuerberaters. Zu prüfen ist, ob alle Geschäftsvorfälle eines Geschäftsjahres zu entsprechenden Buchungen geführt haben oder nicht oder falsch verbucht wurden. Zudem müssen Luftbuchungen identifiziert werden, denen keine Geschäftsvorfälle zugrunde liegen.

## Ursachen
Ursachen für Bilanzfälschungen können insbesondere die Verbesserung der Kreditwürdigkeit zwecks Erlangung von Krediten, Emission von Aktien oder Anleihen, die Ausnutzung von Steuervorteilen, Fusionen oder Unternehmenskauf sein. Gründe für Bilanzfälschungen sind Marktmanipulation am Aktien- oder Rentenmarkt, Verhinderung von Ad-hoc-Publizität oder die Verheimlichung von Unternehmenskrisen.
Bilanzfälschungen gab es in der Vergangenheit insbesondere beim FAVAG-Skandal (August 1929), Vogtländische Maschinenfabrik (Juni 1930), Herstatt-Bank (Juni 1974), Philipp Holzmann (November 1999), All-Iberian (April 2000), EM.TV (Dezember 2000), Bayerische Hypotheken- und Wechsel-Bank (August 2001), Enron (November 2001), Flowtex (Dezember 2001), Phenomedia (Mai 2002), Worldcom und Comroad (Juni 2002) oder Parmalat (Januar 2003). Im November 2011 gab der japanische Kamerahersteller Olympus bekannt, im Zuge einer Finanzaffäre Bilanzfälschung in großem Stil begangen zu haben. Verluste durch Investment-Geschäfte seien seit den 1990er Jahren mit Hilfe von überteuerten Unternehmenszukäufen und überhöhten Beraterhonoraren verschleiert worden. Im Juni 2020 verweigerten Wirtschaftsprüfer dem deutschen Zahlungsdienstleister Wirecard das Testat zur Bilanz wegen fehlender Nachweise. Daraufhin und wegen weiterer Ungereimtheiten ermittelte die Staatsanwaltschaft gegen die Vorstandsmitglieder wegen des Verdachts auf Bilanzfälschung und Marktmanipulation. Der zurückgetretene Vorstandsvorsitzende Markus Braun sitzt in Untersuchungshaft.

## Abgrenzung
Bilanzfrisur liegt vor, wenn für die einzelnen Bilanzpositionen angesetzte Werte zwar der Bilanzwahrheit entsprechen, die Bezeichnung einzelner Posten jedoch nicht mit dem realen Gegebenheiten übereinstimmt und damit als Täuschung anzusehen ist. Beispielsweise wird ein einziger LKW unter der Position Fuhrpark ausgewiesen, so dass Bilanzleser stille Reserven vermuten könnten.
Bei der Bilanzverschleierung werden Umstände derart unklar und verklausuliert dargestellt, dass tatsächliche, wirtschaftlich relevante Gegebenheiten nicht mehr erkennbar sind. Bilanzverschleierung ist gegeben, wenn etwa gegen das Saldierungsverbot des § 246 Abs. 2 HGB verstoßen wird und Forderungen und Verbindlichkeiten gegen dasselbe Rechtssubjekt verrechnet werden.
Bilanzkosmetik ist dagegen die legale Ausnutzung von handelsrechtlichen Gestaltungsrechten innerhalb der Bilanzpolitik im Rahmen vernünftiger kaufmännischer Beurteilung. Werden Bilanzierungswahlrechte ausgenutzt, so liegt keine Bilanzfälschung vor.

## International
In der Schweiz stellt die Bilanzfälschung zivilrechtlich eine Verletzung der Rechnungslegungsvorschriften dar (Art. 957 ff. OR). Im schweizerischen Strafrecht fehlt dagegen der Straftatbestand der Bilanzfälschung. Aufgrund der gesetzlichen Vorgaben zur Erstellung der Bilanz hat diese den Charakter einer Urkunde. Die absichtliche Manipulation und der Verstoß gegen bestehendes Zivilrecht erfüllt demzufolge den Tatbestand der Falschbeurkundung. Eine Urkundenfälschung kann gemäß Art. 251 Abs. 1 StGB mit einer Freiheitsstrafe von bis zu fünf Jahren bestraft werden.
In Österreich wird nach § 163a StGB bestraft, wer als Entscheidungsträger eines Unternehmens oder sonst als von einem Entscheidungsträger mit der Informationsdarstellung Beauftragter in einem Jahres- oder Konzernabschluss, einem Lage- oder Konzernlagebericht oder einem anderen an die Öffentlichkeit, an die Gesellschafter oder die Mitglieder, an ein aufsichtsberechtigtes Organ oder dessen Vorsitzenden gerichteten Bericht eine die Vermögens-, Finanz- oder Ertragslage oder für die Beurteilung der künftigen Entwicklung der Vermögens-, Finanz- oder Ertragslage bedeutsame wesentliche Information in unvertretbarer Weise falsch oder unvollständig darstellt und dies geeignet ist, einen erheblichen Schaden für den Verband, dessen Gesellschafter, Mitglieder oder Gläubiger oder für Anleger herbeizuführen.